# Ian Harkes
Ian Andrew Harkes (Derby, Inglaterra, Reino Unido; 30 de marzo de 1995) es un futbolista estadounidense nacido en el Reino Unido. Juega de centrocampista y su equipo actual es el San José Earthquakes de la Major League Soccer.

## Trayectoria
Harkes se formó como futbolista desde muy pequeño en la academia del D.C. United. A nivel universitario jugó para los Wake Forest Demon Deacons de la Universidad de Wake Forest entre 2013 y 2016. Con destacadas actuaciones a nivel colegial, Harkes ganó entre muchos premios el Hermann Trophy de 2016.
El 16 de enero de 2017, fichó con el D.C. United como jugador de cantera. Debutó en la US Open Cup el 12 de marzo en la derrota por 0-4 contra el New York City FC. Harkes perdió regularidad en su segundo año, y dejó el D. C. al término del 2018.
En enero de 2019, el centrocampista fichó con el Dundee United de la Scottish Championship. En el club ganó el ascenso a la Scottish Premiership en la temporada 2019-20.

## Selección nacional
Hijo de estaodunidense, Harkes fue citado a la selección sub-20 de Estados Unidos en 2018.

## Clubes
| Club                   | País           | Año           |
| ---------------------- | -------------- | ------------- |
| D.C. United            | Estados Unidos | 2017-2018     |
| Dundee United          | Escocia        | 2019-2023     |
| New England Revolution | Estados Unidos | 2023-2024     |
| San José Earthquakes   | Estados Unidos | 2025-presente |

## Palmarés

### Títulos nacionales
| Título                | Club          | País    | Año     |
| --------------------- | ------------- | ------- | ------- |
| Scottish Championship | Dundee United | Escocia | 2019-20 |

### Distinciones individuales
| Distinción     | Año  |
| -------------- | ---- |
| Hermann Trophy | 2016 |

## Vida personal
Es hijo del excapitán de la selección de Estados Unidos John Harkes.
Su esposa, Sarah Teegarden, también es futbolista.